# Alto Taquari (gemeente)
Alto Taquari is een gemeente in de Braziliaanse deelstaat Mato Grosso. De gemeente telt 6.505 inwoners (schatting 2009).